# Jersey All Pro Wrestling
Jersey All Pro Wrestling — незалежний американський промоушен реслінгу. Штаб-квартира базується в Нью-Джерсі, США.

## Історія

### 1997
19 квітня 1997 Френк Іадеавія і Енжел Сюріта вирішують заснувати реслінг-ромоушен. Власне це була мрія Франка Іадеавія. Засновники хотіли щоб їх промоушен кардинально відрізнявся від інших компаній. Тому вони вирішили набирати в штат нікому не відомих реслерів, які не виступали в інших промоушенах.
Майже весь 1997 рік Френк провів у пошуках підходящого залу для організації шоу. Так він натрапив на Джеффа Шапіро — власника будівлі під назвою Благодійний зал. Після недовгих перемовин вони з Френком узгодили умови оренди залу строком на один рік. 12 вересня 1997 стартувало перше шоу. Поєдинки були грубими і кривавими. Це пояснювалося тим, що ECW вже не привертало увагу глядачів. Тому як альтернативу вони вбачали JAPW. Вже незабаром після дебютного шоу кілька колишніх зірок ECW почали виступи в JAPW.

### 1998
На початку 1998 року JAPW процвітала і привертала все більшу і більшу кількість шанувальників. У зв'язку зі зростанням популярності JAPW, Джефф Шапіро побачив потенціал шоу, і таким чином став інвестором. А 28 березня 1998 року шоу зробило те, чого не очікували ані критики ані інші промоутери: зібрали живу аудиторію чисельністю в 2,500 чоловік і приблизно 1000 перед екранами телевізорів. На той час це було не баченим успіхом для будь-якого незалежного промоушену в Нью-Джерсі. Решту 1998 року JAPW продовжувала впевнено набирати оберти під гаслом «Ми гарантуємо вам хвилюючі моменти і 100% присутність крові».

### Початок 2000-х і сьогодення
На початку 2000-х JAPW перебувала на піку активності. Про неї говорили і писали всі місцеві телестанції і газети. Акції стрімко підіймалися вгору. Про промоушен писала одна з найпопулярніших газет Америки Нью-Йорк Таймс. Компанія навіть змогла привернути до себе увагу мера Нью-Джерсі — сенатора Джозефа Доріа. Згодом його звинуватили що його так звані відвідини хардкор-шоу всього лиш політичний трюк для залучення більшої виборчої аудиторії. 18 2000 року губернатор Уітмен підписав закон № A2304 який забороняв такі види розваг, які були представлені в шоу JAPW. Це значно пригальмувало розвиток компанії.
В даний час JAPW продовжує проводити свої шоу раз на місяць в Rahway Rec Center, або так званій Арені JAPW. 22 травня 2010 року легенда японського реслінгу Юшим Лігер дебютував на арені JAPW. 15 листопада 2014 року компанія планує відсвяткувати своє вісімнадцятиліття.

## Чемпіонські титули
| Назва титулу                        | Нинішній чемпіон   | Колишній чемпіон            | Дата виграшу   | Місце виграшу             |
| ----------------------------------- | ------------------ | --------------------------- | -------------- | ------------------------- |
| JAPW Heavyweight Championship       | Денн Мафф          | Броді Лі                    | 14 квітня 2012 | Рахвей, Нью-Джерсі        |
| JAPW Tag Team Championship          | Strong Style Thugz | The Hillbilly Wrecking Crew | 14 квітня 2012 | Рахвей, Нью-Джерсі        |
| JAPW Light Heavyweight Championship | Кенні Омега        | Юшін Лігер                  | 15 травня 2011 | Філадельфія, Пенсільванія |
| JAPW Women's Championship           | Вакантний          | Сара Дель Рей               | 15 липня 2012  | Нью-Джерсі                |